# Gottfried von Einem
Gottfried von Einem (Berna, 24 de janeiro de 1918 — Oberdürnbach, 12 de julho de 1996) foi um compositor austriaco. É conhecido principalmente pela suas óperas, influenciado pela música de Stravinsky e Prokofiev, bem como pelo jazz. Ele compõe peças para piano, violino e órgão.

## Óperas
- Dantons Tod
- Der Prozeß
- Der Zerrissene
- Kabale und Liebe
- Der Besuch der alten Dame
- Jesu Hochzeit
- Der Tulifant
- Luzifers Lächeln